# Tịch Hộ
Tịch Hộ (zh. 寂護, sa. śāntarakṣita), 750-802, là một Cao tăng Ấn Độ thuộc Trung quán tông, người truyền bá Phật pháp sang Tây Tạng thời kì đầu. Quan niệm của Sư là Trung quán nhưng có tính chất dung hoà với Duy thức và vì vậy, Sư và đệ tử giỏi là Liên Hoa Giới (sa. Kamalaśīla) được xem là đại biểu của hệ phái Trung quán-Duy thức (sa. madhyamaka-yogācāra). Một trong những tác phẩm quan trọng của Sư mang tên Nhiếp chân thật luận (攝真實論, sa. tattvasaṃgraha).
Sư không phải là Cao tăng đầu tiên sang Tây Tạng hoằng hoá, nhưng là người đầu tiên để lại dấu vết đến bây giờ. Sư quê tại Bengal (Đông Bắc Ấn) và có giữ một chức giảng sư tại viện Na-lan-đà (sa. nālandā). Nhận được lời mời của vua Tây Tạng là Ngật-lật-song Đề-tán (zh. 吃栗雙提贊, bo. ཁྲི་སྲོང་དེའུ་བཙན་, Trisong Deutsen), Sư liền thu xếp hành lý đến Tây Tạng. Cuộc hành trình của Sư đến Tây Tạng đầy vất vả chướng ngại và điều quan trọng nhất là rất nhiều thiên tai xảy ra trong thời điểm này. Những dấu hiệu này được quần chúng xem là dấu hiệu chống đối Phật pháp của các thần linh tại miền núi cao và nghe lời vua Ngật-lật-song Đề-tán, Sư trở về Ấn Độ và khuyên vua nên thỉnh cầu Liên Hoa Sinh đến giáo hoá. Chỉ một thời gian ngắn sau đó, Liên Hoa Sinh đặt chân đến Tây Tạng với tư cách của một người chinh phục tà ma, gây ấn tượng lớn và thuyết phục được niềm tin của người xứ này.
Sau khi được Liên Hoa Sinh dọn đường, Sư đến Tây Tạng một lần nữa và cùng với Liên Hoa Sinh thành lập ngôi chùa Phật giáo đầu tiên tại Tây Tạng, đó là chùa Tang-diên (桑鳶寺, bo. བསམ་ཡས་, Samye), nằm phía Đông nam thủ đô Lha-sa. Sư là người đầu tiên thực hành nghi lễ truyền giới cho người Tây Tạng. Sư hoằng hoá 13 năm tại chùa Tang-diên và trong thời gian này, rất nhiều kinh sách được phiên dịch từ Phạn ngữ sang tiếng Tây Tạng. Theo các nhà Ấn Độ học thì Sư mất năm 802 vì bị móng ngựa (hoặc lừa) đạp.
Các tác phẩm tiêu biểu:
- Trung quán trang nghiêm luận (zh. 中觀莊嚴論, sa. madhyamakālaṃkāra)
- Nhiếp chân thật luận (zh. 攝真實論, sa. tattvasaṃgraha)
- Nhị thập luật nghi chú (zh. 二十律儀注, sa. saṃvara-vimśaka-vṛtti)
- Thế Tôn tán cát tường chấp kim cương ca quảng thích (zh. 世尊贊吉祥執金剛歌廣釋, sa. śrī-vajradharasaṃgītibhagavatstotra-ṭikā)
- Bát Như Lai tán (zh. 八如來贊, sa. aṣṭatathāgata-stotra)
- Nhị đế phân biệt nan ngữ thích (zh. 二諦分別難語釋, sa. satyadvayavibhaṅga-pañjikā)